# Ergane insulana
Ergane insulana är en spindelart som beskrevs av Koch L. 1881. Ergane insulana ingår i släktet Ergane och familjen hoppspindlar. Inga underarter finns listade i Catalogue of Life.